# Eusmilus
Genre
Espèces de rang inférieur
- † Eusmilus bidentatus
- † Eusmilus villebramarensis

Eusmilus est un genre éteint de nimravidés ayant vécu de la fin de l'Éocène au début de l'Oligocène, c'est-à-dire il y a 37,2 à 28,4 millions d'années.

## Taxonomie
Il y a deux espèces valides de Eusmilus : E. bidentatus et E. villebramarensis.  Ekgmoiteptecela  (MacDonald, 1963) a été synonymisé avec Eusmilus par certains auteurs, mais est maintenant considéré comme synonyme du genre éteint Hoplophoneus. Une étude faite en 2016 a déplacé toutes les espèces nord-américaines anciennement classé dans le genre Eusmilus dans le genre Hoplophoneus.

## Description
Eusmilus avait un corps long et était à peu près aussi grand qu'un léopard. Il possédait de longues canines et ressemblait à un félins à dents de sabre, mais était en réalité un nimravidés, une famille éteinte proche des félidés. La plupart étaient de taille d'un léopard et plutôt corsées et à jambes courtes par rapport aux léopards modernes. Certains fossiles indiquent qu'ils ont atteint une taille de 2,5 mètres de long de tête à la queue. Sa bouche pourrait s'ouvrir à un angle de 90 degrés, permettant à la créature d'utiliser correctement ses dents de sabre. Des brides osseuses sont observable sur la mâchoire inférieure d'Eusmilus pour protéger les canines (ceci est également visible chez le métathérien Thylacosmilus et le félidés Megantereon). Il existe des preuves fossiles d'un conflit entre Eusmilus et Nimravus , un autre genre de nimravidés.